# Čuja (přítok Katuně)
Čuja, Justyt, Boguty, Pravá Boguty (rusky Чуя, Юстыт, Богуты, Правая Богуты) je řeka v Altajské republice v Rusku. Je 320 km dlouhá od pramene nejdelší zdrojnice Justytu. Povodí má rozlohu 11 200 km².

## Průběh toku
Vzniká soutokem řek Bar-Burgazy a Justyt. Na horním toku má charakter typické horské řeky. Protéká skrze Čujskou a Kurajskou kotlinu, kde se rozděluje na ramena. Pokračuje v úzké dolině a ústí zprava do Katuně (povodí Obu).

## Vodní režim
Zdrojem vody jsou převážně sněhové srážky. Průměrný průtok vody činí 42,1 m³/s. Zamrzá v říjnu až na začátku listopadu a rozmrzá na konci dubna až v květnu. Ledová pokrývka není stálá. Od května do září dosahuje nejvyšších vodních stavů.

## Využití
Na řece byla vybudovaná vodní elektrárna. Údolím prochází silnice Čujský trakt.